# Dante Rigo
Dante Rigo (Tremelo, 11 december 1998) is een Belgisch profvoetballer die doorgaans als middenvelder speelt. Hij staat sinds juli 2023 onder contract bij het Franse Grenoble Foot 38, dat hem overnam van Beerschot VA.
Zijn jeugdopleiding doorliep hij bij PSV waar hij in 2016 zijn eerste stappen in profvoetbal zette.

## Clubcarrière

### Jeugd
Rigo speelde vanaf zijn vierde in de jeugd van achtereenvolgens KSK Heist en SC Aarschot en werd op zevenjarige leeftijd opgenomen in de jeugdopleiding van Lierse SK. Die verruilde hij in 2007 voor die van PSV. Hier doorliep hij vanaf de E-pupillen alle verdere jeugdteams. Hij maakte in die tijd de basisschool af in Tremelo en begon daarna aan een havo-opleiding in Nederland.

### PSV
Rigo maakte op 12 augustus 2016 zijn debuut in het betaald voetbal, tijdens de tweede speelronde van het seizoen 2016/17 in de Eerste divisie. Die dag speelde hij met Jong PSV met 1–1 gelijk uit bij SC Cambuur. Hij begon in de basisopstelling en bleef op het veld tot hij in de 75e minuut werd gewisseld voor Gökhan Kardes. Rigo verlengde in januari 2017 zijn contract bij PSV tot medio 2019, met een optie op nog een seizoen. Trainer Phillip Cocu hevelde hem in juli 2017 definitief over naar de selectie van het eerste elftal van PSV. Rigo debuteerde op 21 september 2017 in de hoofdmacht van PSV. Hij viel die dag in de 70e minuut in voor Jorrit Hendrix tijdens een wedstrijd in het toernooi om de KNVB beker, uit bij SDC Putten. Zijn competitiedebuut volgde negen dagen later. Toen viel hij in de 86e minuut in voor Hendrix tijdens een met 4–0 gewonnen wedstrijd thuis tegen Willem II. Rigo maakte op 24 november 2017 zijn eerste doelpunt in het betaald voetbal. Hij bracht Jong PSV toen op 5–0 tijdens een met 6–0 gewonnen competitiewedstrijd thuis tegen Telstar. Zijn eerste doelpunt voor de hoofdmacht maakte hij op 18 augustus 2018. Hij schoot PSV toen naar een 1–2 voorsprong in de blessuretijd van een competitiewedstrijd uit bij Fortuna Sittard. Dat bleek ook de eindstand. Rigo kreeg een week later voor het eerst een basisplaats in het eerste elftal, tijdens een met 1–2 gewonnen competitiewedstrijd uit bij PEC Zwolle.
Rigo kreeg in augustus 2018 regelmatig speeltijd in het eerste elftal en mocht in een competitiewedstrijd tegen PEC Zwolle voor het eerst in de basis beginnen. Meteen daarna stond hij een aantal weken aan de kant door een blessure. De rest van het seizoen speelde hij op een paar invalbeurten na weer voornamelijk in Jong PSV. PSV verlengde het contract van Rigo in juni 2019 tot medio 2022. De Eindhovense club verhuurde hem vervolgens voor het seizoen 2019/20 aan het net naar de Eredivisie gepromoveerde Sparta Rotterdam.
In het seizoen 2020/21 kwam Rigo uit op huurbasis voor ADO Den Haag, waar hij Aleksandar Rankovíc tegenkwam, die de assistent-trainer was van Sparta het seizoen erop. In de winterstop keerde hij door weinig speelminuten in Den Haag weer terug in Eindhoven, waar hij het seizoen afmaakt bij Jong PSV.

### Beerschot VA
Rigo tekende begin januari 2022 een contract bij Beerschot VA tot 30 juni 2022 met een optie voor een jaar extra. Hij debuteerde op 26 januari 2022 in de competitiewedstrijd tegen RFC Seraing. Na 78 minuten viel hij in voor Raphael Holzhauser. Beerschot zou deze wedstrijd uiteindelijk verliezen met 2-1.

## Clubstatistieken
| Seizoen     | Club        | Competitie     | Competitie | Competitie | Beker | Beker | Internationaal | Internationaal | Totaal | Totaal |
| Seizoen     | Club        | Competitie     | Wed.       | Dlp.       | Wed.  | Dlp.  | Wed.           | Dlp.           | Wed.   | Dlp.   |
| ----------- | ----------- | -------------- | ---------- | ---------- | ----- | ----- | -------------- | -------------- | ------ | ------ |
| 2016/17     | Jong PSV    | Eerste divisie | 23         | 0          | 0     | 0     | —              | —              | 23     | 0      |
| 2017/18     | Jong PSV    | Eerste divisie | 27         | 2          | 0     | 0     | —              | —              | 27     | 2      |
| 2018/19     | Jong PSV    | Eerste divisie | 13         | 1          | 0     | 0     | —              | —              | 13     | 1      |
| 2020/21     | Jong PSV    | Eerste divisie | 11         | 0          | 0     | 0     | —              | —              | 10     | 0      |
| Club totaal | Club totaal | Club totaal    | 74         | 3          | 0     | 0     | 0              | 0              | 74     | 3      |

| Seizoen     | Club               | Competitie      | Competitie | Competitie | Beker | Beker | Internationaal | Internationaal | Totaal | Totaal |
| Seizoen     | Club               | Competitie      | Wed.       | Dlp.       | Wed.  | Dlp.  | Wed.           | Dlp.           | Wed.   | Dlp.   |
| ----------- | ------------------ | --------------- | ---------- | ---------- | ----- | ----- | -------------- | -------------- | ------ | ------ |
| 2017/18     | PSV                | Eredivisie      | 2          | 0          | 1     | 0     | 0              | 0              | 3      | 0      |
| 2018/19     | PSV                | Eredivisie      | 5          | 1          | 1     | 0     | 0              | 0              | 6      | 1      |
| Club totaal | Club totaal        | Club totaal     | 7          | 1          | 2     | 0     | 0              | 0              | 9      | 1      |
| 2019/20     | → Sparta Rotterdam | Eredivisie      | 16         | 0          | 2     | 0     | –              | –              | 18     | 0      |
| Club totaal | Club totaal        | Club totaal     | 16         | 0          | 2     | 0     | 0              | 0              | 18     | 0      |
| 2020/21     | → ADO Den Haag     | Eredivisie      | 11         | 0          | 1     | 0     | –              | –              | 12     | 0      |
| Club totaal | Club totaal        | Club totaal     | 11         | 0          | 1     | 0     | 0              | 0              | 12     | 0      |
| 2021/22     | Beerschot VA       | Eerste Klasse A | 3          | 0          | 0     | 0     | –              | –              | 3      | 0      |
| Club totaal | Club totaal        | Club totaal     | 3          | 0          | 0     | 0     | 0              | 0              | 3      | 0      |

Bijgewerkt t/m 10 februari 2022

## Erelijst
| Competitie          | Aantal | Jaren   |
| PSV                 | PSV    | PSV     |
| ------------------- | ------ | ------- |
| Kampioen Eredivisie | 1x     | 2017/18 |

## Interlandcarrière
Rigo maakte deel uit van België –15 en –16. Hij nam in 2015 vervolgens met België –17 deel aan zowel het EK 2015 als het WK 2015 voor die leeftijdsgroep. Zijn ploeggenoten en hij kwamen op beide toernooien tot de halve finales. Op het WK –17 volgde daarna nog een gewonnen wedstrijd om de derde plaats. Rigo scoorde dat toernooi drie keer, waaronder het enige doelpunt van de wedstrijd in de kwartfinale tegen Costa Rica –17 en in de met 3–1 verloren halve finale tegen Mali –17. Rigo debuteerde in september 2015 in België –18 en in september 2016 in België –19.
2 Dagba ·
3 Matthys ·
4 Plat ·
5 Mbe Soh ·
6 Fayed ·
7 Reyners ·
8 Henderson ·
9 Kosiah ·
10 Verlinden ·
11 Krüger ·
13 Doucouré ·
16 Al-Ghamdi ·
17 Al-Sahafi ·
18 Sanusi  ·
19 Thiam ·
21 Vargas ·
25 Colassin ·
26 Tshimanga ·
27 Keita ·
28 Weymans ·
30 Huiberts ·
32 Wright-Phillips ·
33 Shinton ·
42 Martha ·
47 Cagro ·
51 De Stobbeleir ·
55 Nzouango ·
66 Tolis ·
71 Matijaš ·
77 Van La Parra ·
Coach: Kuijt